# Estación de Caniços
La Estación Ferroviaria de Caniços, también conocida como Estación de Caniços, es una plataforma de la Línea de Guimarães, que sirve al ayuntamiento de Vila Nova de Famalicão, en el Distrito de Braga, en Portugal.

## Caracterización

### Localización y accesos
Se encuentra junto a la localidad de Caniços, teniendo acceso directo por la Ruta Nacional 310.

### Descripción física
Poseía, en enero de 2011, 2 vías de circulación, ambas con 215 metros de longitud; las respectivas plataformas tenían ambas 150 metros de extensión, y 90 centímetros de altura.

## Historia

### Inauguración
Esta plataforma se encuentra en el tramo de la Línea de Guimarães entre las Estaciones de Trofa y Vizela, que entró en servicio el 31 de diciembre de 1883, construido por la Compañía del Camino de Hierro de Guimarães.